# Neštětice
Neštětice je malá vesnice, část města Neveklov v okrese Benešov. Nachází se asi 3,5 km na východ od Neveklova. V roce 2009 zde bylo evidováno 37 adres.
Neštětice je také název katastrálního území o rozloze 6,59 km². V katastrálním území Neštětice leží i Doloplazy a Chvojínek. Přes centrum vsi protéká potok Roháč.

## Historie
První písemná zmínka o vesnici pochází z roku 1310.
Za druhé světové války se ves stala součástí vojenského cvičiště Zbraní SS Benešov a její obyvatelé se museli 31. prosince 1943 vystěhovat.

## Doprava
Přímo přes jádro Neštětic, po spojovací silničce III/11454, jezdí pouze jeden ranní spoj linky 200078 (E78) do Neveklova. Po severním okraji vsi po silnici III/11434 po úpatí Neštětické hory jezdí linky 200051 (E51) Benešov – Neveklov – Rabyně a 200052 (E52) Benešov – Neveklov – Živohošť, zastávka „Neveklov, Neštětice, rozc.“ je asi 0,4 km od jádra vsi. Asi 1 km jižně od Neštětic se nachází zastávka „Neveklov, Doloplazy, rozc.“ na silnici II/114. V ní zastavují linky 200014 (E14) Benešov – Příbram – Plzeň, 200076 (E76) Benešov – Křečovice a 200078 (E78) Benešov – Křečovice. Všechny zdejší linky provozuje ČSAD Benešov a. s. a všechny jsou zařazeny do Středočeské integrované dopravy.